# Мая Вейнтрауб
Мая Вейнтрауб (24 жовтня 2002 , Філадельфія, Пенсільванія ) — американська фехтувальниця на рапірах, олімпійська чемпіонка 2024 року.

## Виступи на Олімпіадах
| Олімпіада  | Дисципліна      | Місце |
| ---------- | --------------- | ----- |
| Париж 2024 | командна рапіра | 1     |